# 디미트리에 칸테미르

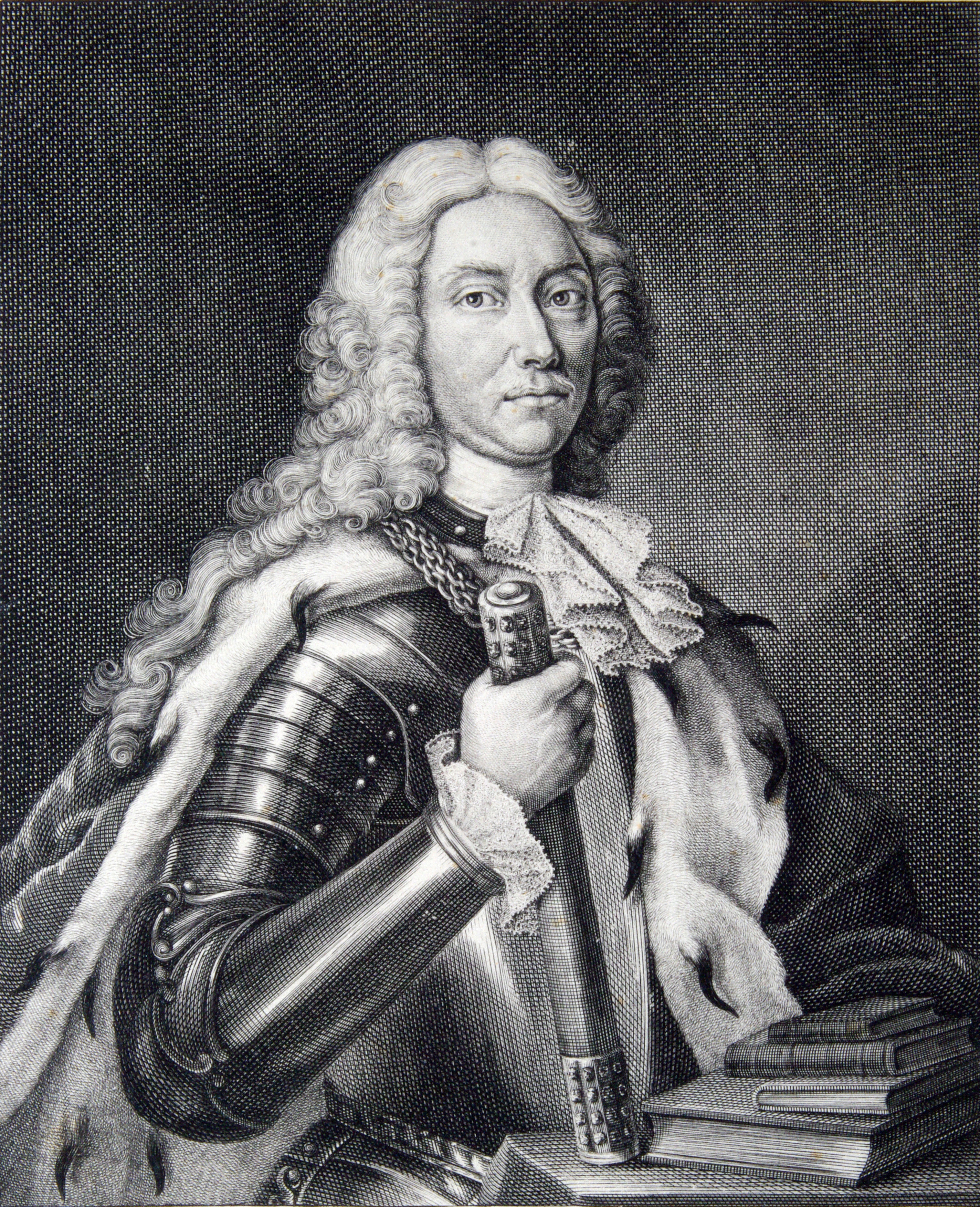
1716년에 출간된 저서 《몰다비아에 관한 서술》(Descriptio Moldaviae)에 그려진 디미트리에 칸테미르의 초상화

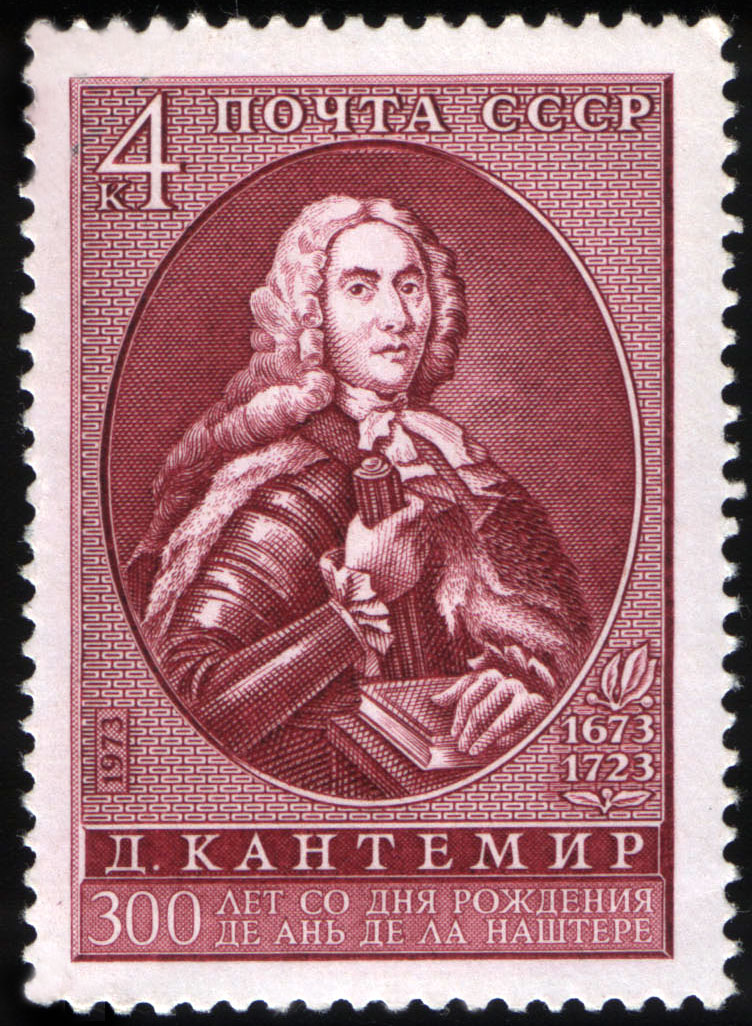
1973년 소련에서 발행된 우표에 그려진 디미트리에 칸테미르의 초상화

디미트리에 칸테미르(루마니아어: Dimitrie Cantemir, 1673년 10월 26일 ~ 1723년 8월 21일)는 몰다비아 공국 출신의 문인이자 학자이다. 특히 철학, 역사학, 음악학, 언어학, 민족학에 대한 정통한 연구와 저서로 잘 알려져 있으며, 아들인 안티오쿠스 칸테미르 또한 러시아의 대표적인 시인이다.

## 생애
몰다비아 출신이며, 크림 칸국의 타타르족 계열 귀족 가문인 칸테미르 가문에서 태어났다. 어렸을 때부터 서양고전학을 익히기 위해 이아시에서 그리스어와 라틴어 및 문학, 역사학 교육을 받았으며, 1687년부터 1710년까지 콘스탄티노폴리스의 궁전에 거주하며 콘스탄티노폴리스 세계 총대주교의 지도를 받아 오스만 터키어, 오스만 제국의 역사, 터키의 음악 등을 학습하였다.
이후 1693년 몰다비아 공국의 공작이었던 아버지 콘스탄틴 칸테미르가 사망하자 형인 안티오흐 칸테미르가 뒤를 이었으며, 디미트리에 칸테미르는 계속 오스만 제국에 머무르며 군인으로 활동하기도 했다. 그 뒤 1710년 형의 뒤를 이어 몰다비아 공국의 공작이 되었으며, 루츠크에서 러시아 제국과 비밀 협정을 맺은 뒤 1711년 프루트 강 전투에서 오스만 제국을 배신하고 러시아 제국의 표트르 1세를 지원하였다. 하지만 전쟁은 오스만 제국의 승리로 끝났으며, 오스만 제국은 몰다비아 공국의 지배권을 그리스의 파나리오테스에게 넘긴 뒤 칸테미르 가문이 러시아 제국으로 망명하도록 압박하였다.
그 뒤 칸테미르는 러시아 제국의 오룔에서 거주하였으며, 러시아 제국의 표트르 1세 황제 및 신성 로마 제국의 카를 6세 황제로부터 각각 크냐즈와 대공 작위를 부여받았다. 이후 1723년 하르키우에서 세상을 떠났으며, 1935년 시신이 이아시로 옮겨져 안장되었다.

## 학자로서의 업적
칸테미르는 생전에 루마니아어, 라틴어, 그리스어, 튀르키예어, 아랍어, 페르시아어, 러시아어, 슬로베니아어, 헝가리어, 독일어, 프랑스어, 이탈리아어 등 약 10종의 언어를 완전히 습득했으며, 몰다비아 및 루마니아 지역과 동양에 대한 다양한 역사서, 지리서, 철학서 등을 저술하였다.
또한 《오스만 제국의 흥망에 관한 역사》(Historia incrementorum atque decrementorum Aulae Othomanicae)를 편찬해 당시 유럽에서 접할 수 있었던 유일한 오스만 제국 역사에 대한 기록물을 남겼으며, 이는 라틴어로 쓰여진 뒤 영어, 독일어, 프랑스어 등으로 번역된 사본이 서유럽에 전파되었다. 이외에 몰다비아 지역에 대한 최초의 지리서인 《몰다비아에 관한 서술》(Descriptio Moldaviae)을 집필했으며, 약 40여곡의 오스만 고전 음악을 작곡하거나 350여가지의 기악곡을 오스만 튀르크어로 채보를 제작해 아흐메트 3세 술탄에게 헌정하는 등 음악 분야에서도 깊은 조예를 보였다.